# Henri de La Tour d’Auvergne de Turenne
Henri de La Tour d’Auvergne-Bouillon, Turenne várgrófja (franciául: vicomte de Turenne) (Sedan, Ardennes megye, 1611. szeptember 11. – Sasbach, Badeni Őrgrófság, 1675. július 27.); hugenotta családból származó francia főnemes, Bouillon hercegének fia, Orániai Vilmos herceg unokája. 1623-tól Turenne várgrófja. XIII. Lajos és XIV. Lajos francia királyok kiemelkedő tehetségű harctéri tábornoka. 1643-tól Franciaország marsallja. A Francia Királyi haderő 7 vezértábornagyának (Maréchal général des camps et armées du roi) egyike. Közismert nevén Turenne marsall (Maréchal de Turenne). Kiválóan képzett, módszeresen gondolkodó, csapataival elővigyázatosan gazdálkodó tábornok, aki hasonló gondossággal tervezte az utánpótlást és katonáinak ellátását is. A francia–holland háború sasbachi csatájában esett el. A „Nagy Condé” herceg mellett őt tartják Franciaország legjelentősebb hadvezérének.

## Élete

### Származása, családja

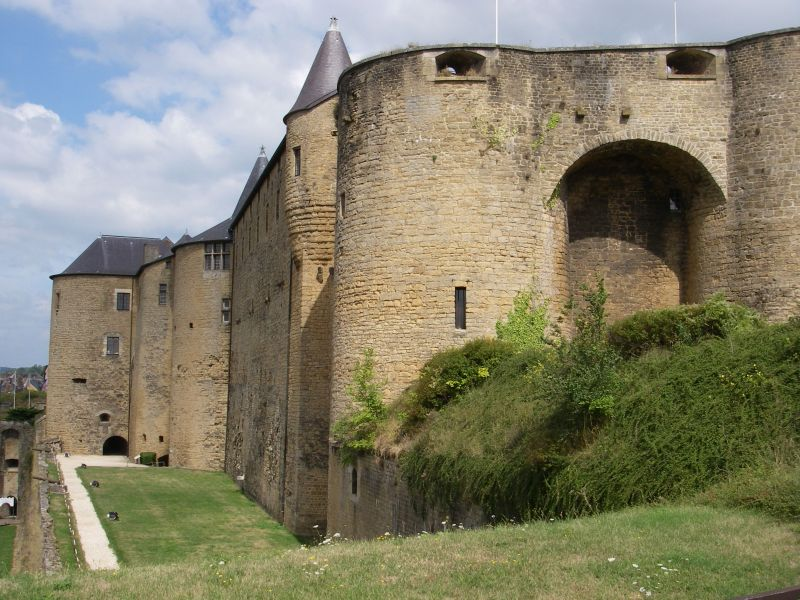
Sedan vára, a La Tour d’Auvergne család fészke.

Henri de La Tour d’Auvergne hugenottának született, a de La Tour d’Auvergne főnemesi család sedani kastélyában, 1611. szeptember 11-én.
Édesapja, az idősebb Henri de La Tour d’Auvergne, Bouillon uralkodó hercege (1555–1623) volt. Vele kezdődött a család felemelkedése a 16. század végén. Az apa részt vett a francia vallásháborúkban, és 1576-ban áttért kálvinizmusra. Navarrai Henriket támogatta. 1591-ben kötötte első házasságát Charlotte de la Marck hercegnővel (1574–1594), az ő korai halála révén 1594-ben a de La Tour d’Auvergne család megörökölte Bouillon Hercegségét és a Sedani Hercegséget. Mindkettő önálló fejedelemség (terre souveraine) volt, birtokosa önálló uralkodónak minősült, csak a királyi ház közvetlen alárendeltségébe tartozott. Az idősebb Henri de La Tour d’Auvergne felvehette a Bouillon uralkodó hercege (Duc de Bouillon) címet, egyben megillette a külhoni fejedelmi cím (prince étranger) is.
Első feleségének halála (1594) után 1595-ben Bouillon hercege ismét megnősült. Orániai Erzsébet Flandrika hercegnőt (Elisabeth Flandrika van Nassau, 1577–1642) vette feleségül, az 1584-ben meggyilkolt I. Orániai Vilmosnak (1533–1584), a Holland Egyesült Tartományok kormányzójának, a „hallgatag hercegnek” leányát. Ebből a házasságból 8 gyermek született, 6 leány és 2 fiú:
- Louise (1596–1607), gyermekként meghalt Párizsban.
- Marie (1601–1665), aki 1619-ben III. Henri de La Trémoïlle (Trémouille) herceghez (1598–1674) ment feleségül.
- Julienne-Catherine (1604–1637), aki 1630-ban IV. François de La Rochefoucauld-hoz, Roucy grófjához ment feleségül.
- Frédéric-Maurice (1605–1652), aki 1634-ben Eleonora Catharina van Berg’s-Heerenberg grófnőt vette feleségül.
- Elisabeth-Charlotte (1607–1685), aki 1624-ben Guy Aldonce de Durfort grófhoz ment feleségül.
- Henriette-Catherine (1609–1677), aki en 1629-ben IV. Amaury Gouyon-hoz, La Moussaye márkijához, Quintin grófjához ment feleségül.
- Henri (1611–1675), Turenne vikomtja
- Charlotte (1613 körül –1662)

Második felesége révén az idősebb Henri herceg gyümölcsöző családi összeköttetéseket épített ki az Oránai-Nassaui-házzal, és a Holland Egyesült Tartományok más uralkodó családjaival. A katolikus Franciaországban a protestáns Sedan a hugenották és külföldi protestáns hercegek találkozó helyévé vált. 1604–1605-ben itt, a sedani udvarnál tanult Erzsébet Flandrika hercegnő unokaöccse, Pfalzi Frigyes herceg (1596–1632), a későbbi választófejedelem és cseh király, valamint Brandenburgi György Vilmos herceg (1595–1640), Brandenburg későbbi választófejedelme, Erzsébet Flandrika hercegnő unokahúgának, Pfalzi Erzsébet Sarolta hercegnőnek (1597–1660) jövendő férje is.
Az idősebb Henri herceg 1623-ban bekövetkezett halálakor elsőszülött fia, Frédéric-Maurice (1605–1652) örökölte Bouillon hercegi címét és birtokait. Az ifjabb Henri, akit a kor szokása szerint katonai pályára szántak, 12 évesen Turenne várgrófságát kapta meg, ettől kezdve Turenne várgrófjának (Vicomte de Turenne) neveztette magát. Leánytestvéreik előnyös házasságokat kötöttek, részben apjuk halála után. Ugyanakkor Medici Mária anyakirályné, Franciaország régense és fia, XIII. Lajos király is bizalmatlanul tekintett a protestánssá lett La Tour d’Auvergne családra.

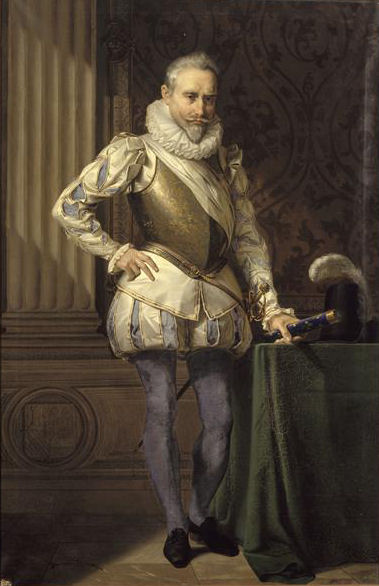
Apja, Henri, Bouillon hercege
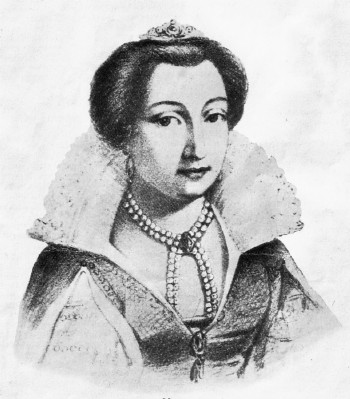
Anyja, Orániai Erzsébet Flandrika hercegnő
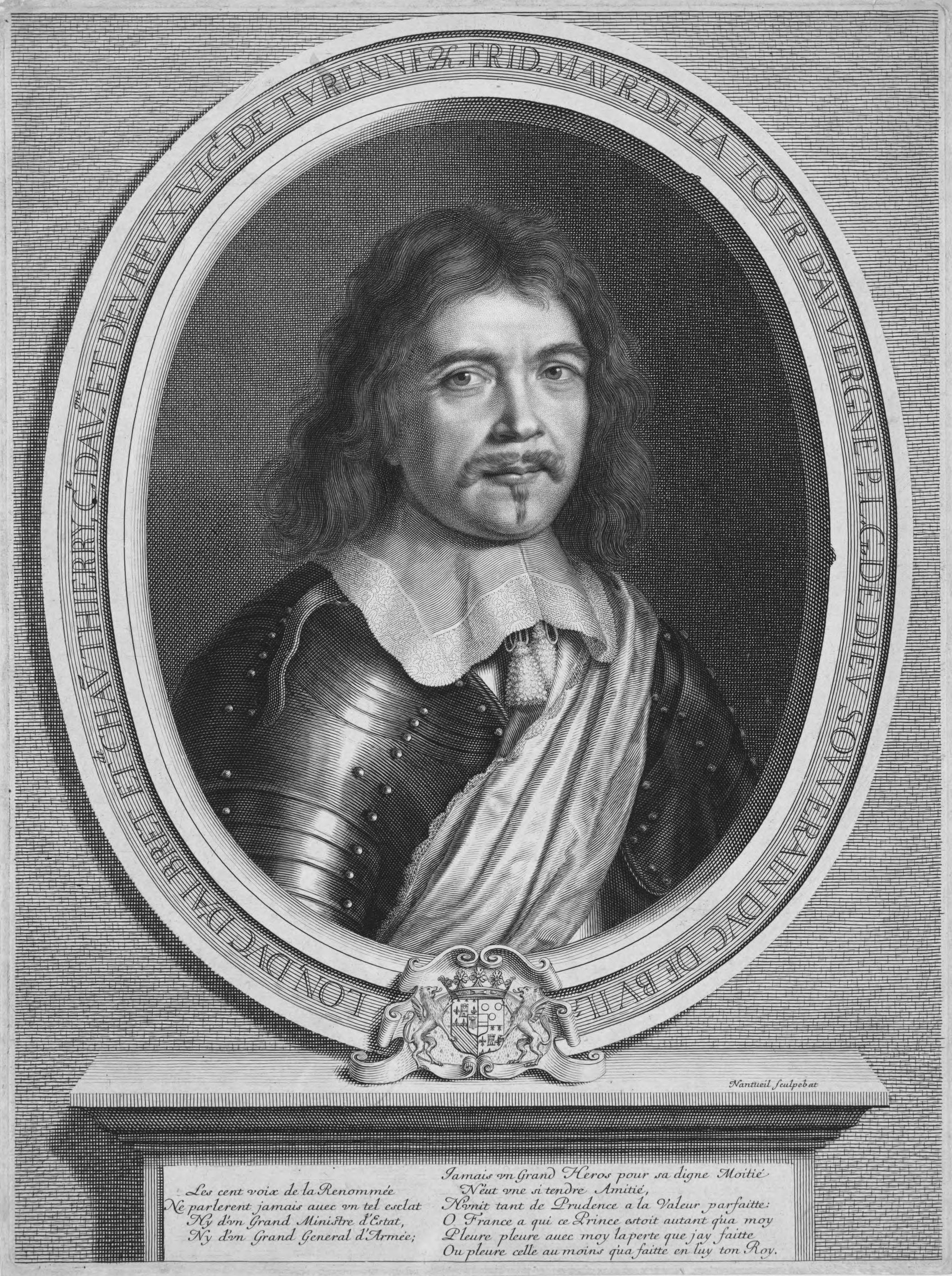
Bátyja, Frédéric-Maurice, Bouillon hercege

### Ifjúsága

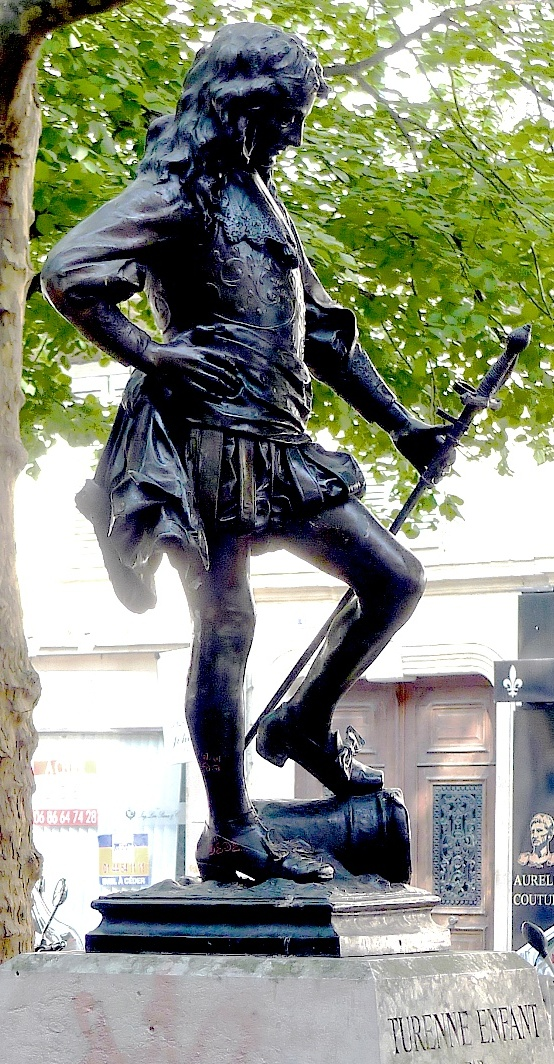
A gyermek Turenne szobra Párizsban

Ifjú éveiről keveset tudunk. Több forrás vézna és beteges gyermekként írt róla. Életrajzírója, Ramsay lovag szerint egy téli éjszakán titokban kiszökött szállásáról, és kiállt a sedani vár falaira őrködni, hogy apjának bizonyítsa, képes elviselni a katonákra váró viszontagságokat.
Nevelője és lelkipásztora a sziléziai származású Daniel Tilenus volt, a sedani akadémia tanára, aki a Bouillon család számos más tagját is oktatta matematikára, történelemre és idegen nyelvekre. Henri kedvenc olvasmányai a Julius Caesar és Makedóniai Nagy Sándor tetteiről szóló latin nyelvű leírások, főleg Quintus Curtius Rufus történetíró művei.
Lovaglásra, táncra, vadászatra és katonai alapismeretekre már egészen kis korától kezdve De Vassignac lovag oktatta, akihez Henri nagyon ragaszkodott. Szellemi fejlődésére édesanyja is nagy hatással volt. A protestáns Orániai Erzsébet hercegnő viszolygott a királyi udvar szabados erkölcseitől, és családjának tagjait távol tartotta az udvartól. Erzsébet mindkét fiát Tilenius professzor nevelte, szigorú kálvinista hitvallás szerint.
Régebbi életrajzírói szerint Henri-t a nagybátyja már 1625-ben Hollandiába küldte, ahol belépett a hadseregbe, és 1626-ban kapitánnyá léptették elő. Bérenger francia történész 1987-es művében Turenne már 14 évesen, 1625-ben egy ezred tulajdonosa lett. Amikor az ezredet 1626-ban feloszlatták, Henri-t anyja a párizsi Académie de Benjamin katonaiskolába küldte, innen azonban 1628-ban ismét kivette. (E döntés pontos indokát nem ismerjük. Oka lehetett a magas, 3600 livre összegű tandíj. De elképzelhető, hogy a hercegnő óvatosságból hozta haza fiát, mivel ebben az időben, La Rochelle 1627–1628-as ostroma idején Franciaországban kiéleződtek a vallási ellentétek, és a protestáns Erzsébet joggal félhetett a Szent Bertalan-éj megismétlődésétől). Henri csak 1629-ben, Orániai Frigyes Vilmosnak, Hollandia kormányzójának hadjáratában szolgált a holland hadsereg önkénteseként, és részt vett ’s-Hertogenbosch sikeres ostromában. Itt kapta első önálló parancsnoki feladatait, egy tüzérüteget irányított, és felderítő járőrcsapatot vezetett. Tanítója és jó barátja, De Vassignac lovag az ostrom során halálos sebet kapott.

### A harmincéves háborúban
1630-ban, 19 évesen Turenne már ezredesként lépett át a francia királyi haderőbe. A harmincéves háborúban Jacques Nompar de Caumont marsallnak (1558–1652), La Force hercegének parancsnoksága alatt részt vett a lotaringiai hadjáratban 1634-ben már maréchal de camp (kb. vezérőrnagyi) rangban állt. Louis de Nogaret d’Épernon de la Valette érsek (1593–1639), lieutenant général parancsnoksága alatt hadat vezetett a Rajnához, felmentette az ostromlott mainzi erődöt. 1636-ban elfoglalta az elzászi Saverne-t, a harcban megsérült, kis híján egyik karját veszítette. 1637-ben elfoglalta a flandriai Landrecies-t.

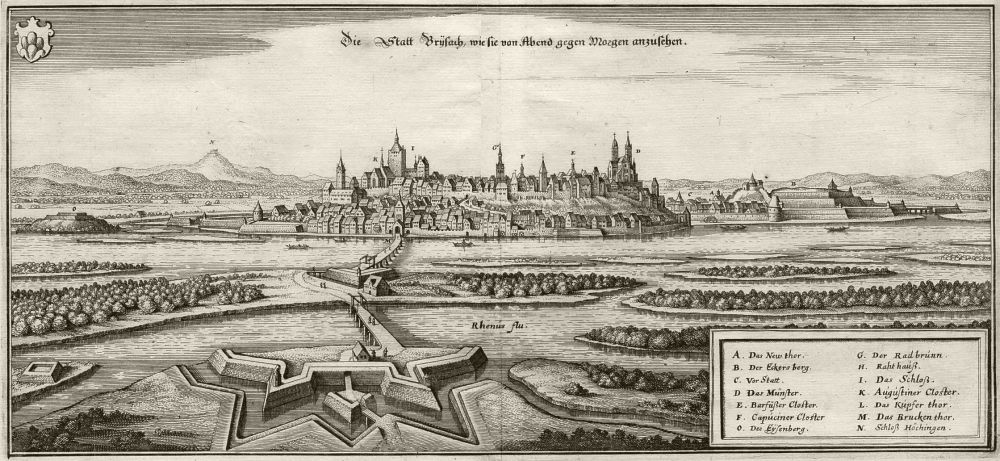
Vieux-Brisach (Breisach am Rhein) erődített városa, 1644.

1638-ban svéd csapatok támogatásával megostromolta és kemény harc árán bevette a badeni Breisach am Rhein városát. (A város az 1648-as vesztfáliai békeszerződésben Vieux-Brisach néven Franciaországhoz került, és csak az 1714-es rastatti békeszerződés adta vissza a Német-római Birodalomnak). Lieutenant général-lá (kb. hadtest-vezénylő tábornokká) léptették elő. 1639–43 között előbb Henri de Lorraine-Harcourt gróf (1601–1666), majd Tamás Ferenc savoya-carignani herceg (1595–1656) mellett harcolt a piemonti hadjáratban, és 1640-ben bevette Torinót. 1642-ben már helyettes főhadparancsnokként elfoglalta Roussillon tartományt.
1643 május 14-én XIII. Lajos király elhunyt. Ausztriai Anna anyakirályné, aki a kiskorú XIV. Lajos helyett régensként kormányzott, december 19-én kinevezte Turenne-t Franciaország marsalljává (maréchal de France) és a németországi francia csapatok főparancsnokává.
Turenne újjászervezte az Elzászban állomásozó csapatokat. 1644 májusában átkelt a Rajnán, Enghien hercegével (Condé herceggel) egyesülve a freiburgi csatában felmentette a császáriaktól ostromolt Freiburg im Breisgau városát. A Katolikus Liga erőit, amelyeket Franz von Mercy bajor tábornagy (1590–1645), a Liga főhadparancsnoka vezetett, Turenne kiszorította az egész Rajna-vidékről, de mélységi üldözésükről letett.
1645-ben Turenne jelentős csapaterővel vakmerően beütött Württembergbe. Rothenburg ob der Tauber városáig hatolt előre. Vele szemben ismét Mercy tábornagy állt, aki a túlerő láttán visszavonta a számszerű hátrányban lévő saját erőit. Turenne Mergentheim környékén foglalt állásokat, óvatlanul megosztva csapatait. 1645. május 5-én Mercy meglepetésszerűen rajtuk ütött, és a mergentheimi csatában egy órán belül szétverte Turenne létszámfölényben lévő, de szétszórtan álló erőt. Turenne csak nagy veszteségek árán tudta visszavonni csapatait a Rajna mögé. A kudarc után felajánlotta lemondását Mazarin-nek, a főminiszter azonban új hadsereg felállítására és a támadás megismétlésére utasította. Turenne új sereget gyűjtött, erőit egyesítette Condé herceg, főhadparancsnok csapataival. A két kiváló hadvezér még azon a nyáron ismét átkelt a Rajnán, itt hesseni csapatok is csatlakoztak hozzájuk. 1645. augusztus 3-án ismét megütköztek a Katolikus Liga hadseregével, és közösen vívták ki az alerheimi győzelmet (Nördlingen mellett). A véres csatában maga Mercy tábornagy is elesett, muskétalövedéktől találva. Pürrhoszi győzelem volt, a franciáknak (ekkor) nem maradt elég erejük, hogy tovább nyomuljanak Bajorország belseje felé. Később, november 18-án Turenne bevette Trier városát.
1648. május 17-én Turenne francia és Wrangel svéd tábornagy csapatai a zusmarshauseni csatában döntő vereséget mértek I. Miksa bajor választófejedelem seregeire, utána elfoglalták és felprédálták a Bajor Választófejedelemség területét egészen az Inn folyóig, és bevették Münchent is. E nagy francia–svéd győzelmek döntő mértékben előmozdították az 1648-as vesztfáliai béke létrejöttét (1648. október 24.)

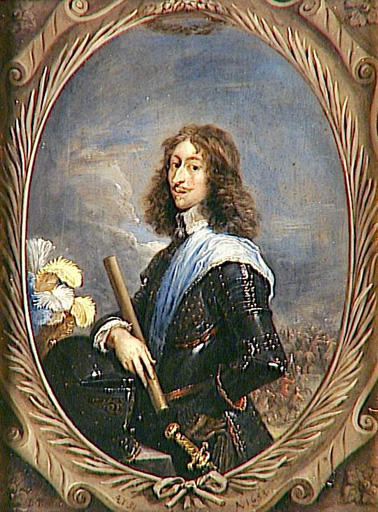
II. Louis de Bourbon-Condé, Enghien hercege, Turenne fegyvertársa, majd ellenfele

### Harcban a Fronde-ért és a Fronde ellen
A Mazarin főminiszter hatalma ellen irányuló Fronde felkelés kibontakozásakor Turenne marsall a lázadó hercegek, a Frondeur-ök oldalára állt, követve harcostársát, Condé hercegét. 1650. január 18-án Mazarin letartóztatta a lázadás vezetőit, köztük Condét is. Turenne elmenekült, és a spanyol király védelmét kérte.
Egyesítette a Fronde felkelő csapatait a németalföldi spanyol erőkkel, és észak felől becsapott Franciaországba. Elfoglalta a pikárdiai Le Catelet, La Capelle és Rethel városokat. 1650. december 15-én azonban emberére akadt: a retheli csatában korábbi parancsnokával, César du Plessis marsallal került szembe. Turenne marsall a katonai pályáján kevés számban előfordult vereségek egyikét itt szenvedte el.
A hercegek kiszabadulása után, 1651-ben Turenne kiegyezett Mazarinnel és Ausztriai Anna anyakirálynéval. Kinevezték a királyi haderő parancsnokává. A gyermek XIV. Lajost Turenne oktatta katonai ismeretekre, idővel magával vitte a hadjáratokba is. Condé hercege folytatta a harcot a Frondeur-ök oldalán. A két volt fegyvertárs, mindkettő kiváló hadvezér, először 1652. április 7-én Burgundiában, a bléneau-i csatában ütközött meg egymással. Turenne oldalán a 13 éves király is részt vett benne. A csata eldöntetlenül végződött.
1652. július 2-án Párizs előtt, a Faubourg Saint-Antoine nevű elővárosban Turenne marsall szétverte a Condé hercege által vezetett spanyol hadsereget. 1652. október 21-én visszafoglalta Párizst, ezzel teljes mértékben elnyerte XIV. Lajos kegyét és bizalmát. Condé csapatait és a spanyolokat Flandria határáig szorította vissza. 1652 végére a Fronde-ot gyakorlatilag leverte. A hercegek többsége meghódolt XIV. Lajos előtt. A spanyolok oldalán harcoló Condé hercegét a király megfosztotta minden címétől és birtokától.

### Házassága
Még a Fronde harcai idején, 1651-ben Turenne marsall feleségül vette a protestáns Charlotte de Caumont de La Force hercegnőt (1623–1666), Armand-Nompar de Caumont de la Force hercegnek (1580–1675), Franciaország pair-jének, Franciaország marsalljának és Jeanne de Rochefaton-nak, Saveilles úrnőjének idősebbik leányát, korábbi parancsnokának, Jacques Nompar de Caumont marsallnak unokáját. Házasságuk gyermektelen maradt, az asszony 1666-ban Párizsban elhunyt.

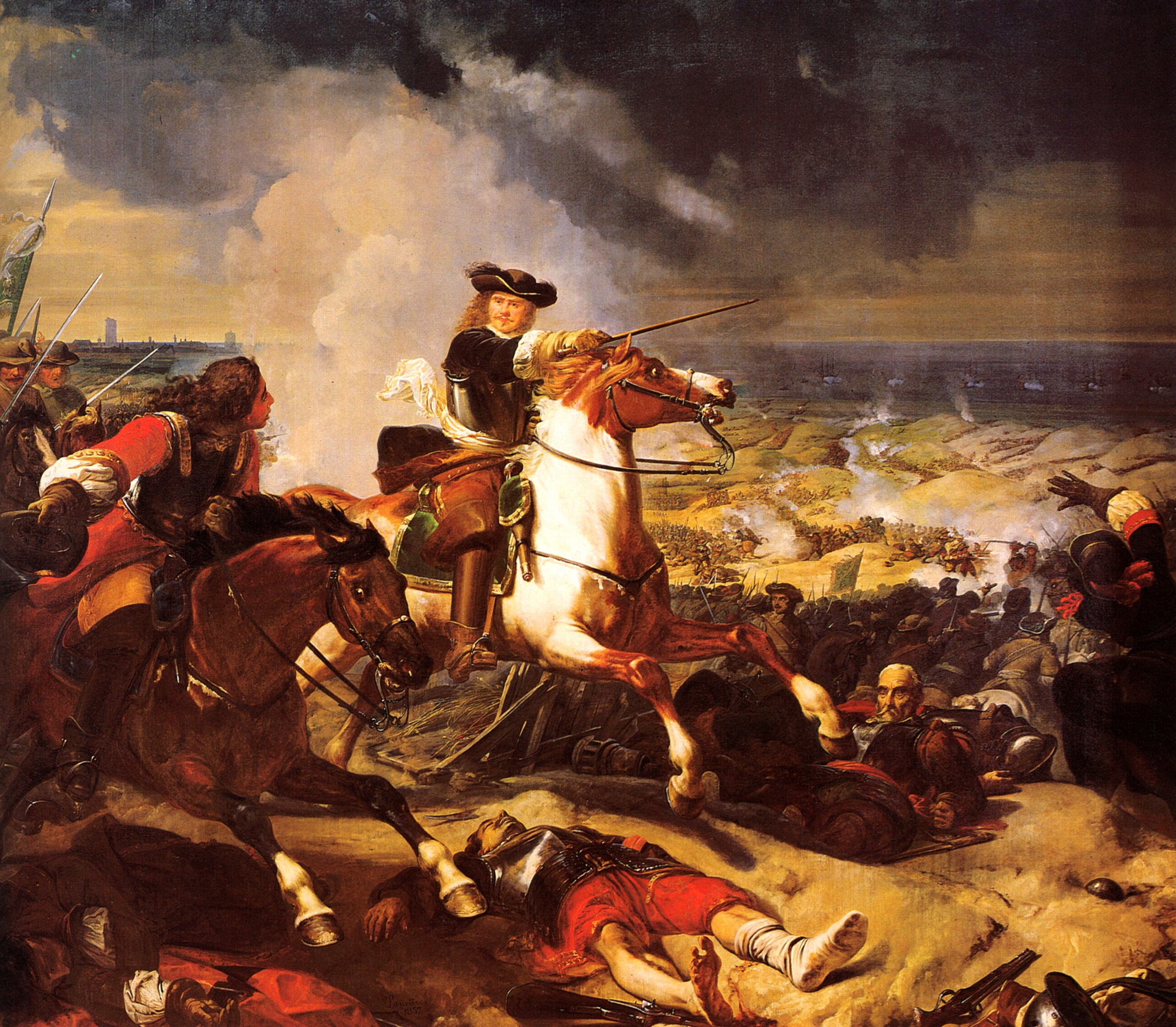
A „dűnék csatája”, 1658.
(Charles-Philippe Larivière műve, 1837.)

### Az 1635–1659-es francia–spanyol háború hadvezére
Tovább folyt azonban az 1635. óta tartó spanyol–francia háború. Turenne a királyi csapatok élén folytatta a harcot Condé hercege és spanyol csapatai ellen. 1654. augusztus 25-én az arrasi csatában súlyos vereséget mért rájuk. Condé csak gyors visszavonulás elrendelésével tudta elkerülni seregének és szövetségeseinek teljes felmorzsolását. 1656. július 16-án a valenciennes-i csatában (Hainaut-i Grófság) viszont revansot vett vetélytársán. Condé hercege és Don Juan de Austria herceg súlyos csapást mért a Turenne vezette királyi csapatokra.
A döntő ütközetet, vele a háborút viszont Turenne nyerte meg. 1658. június 14-én Dunkerque mellett a „dűnék csatájában”, a Turenne vezette francia királyi seregek, angol és holland csapatok támogatásával végső vereséget mértek a a „Nagy Condé” és Don Juan José de Austria által irányított spanyol haderőre. A spanyolok további komolyabb hadműveletet már nem tudtak indítani. Véget ért az európai spanyol nagyhatalom „arany évszázada” (Siglo de Oro), amelyet még az 1559-es cateau-cambrésis-i békeszerződés alapozott meg. 1659-ben a háborút lezáró pireneusi békeszerződés feltételeit Mazarin és XIV. Lajos az új, győzelmes nagyhatalom pozíciójából diktálhatták IV. Fülöp spanyol király képviselőinek.

### ANapkirálynagy hadvezére

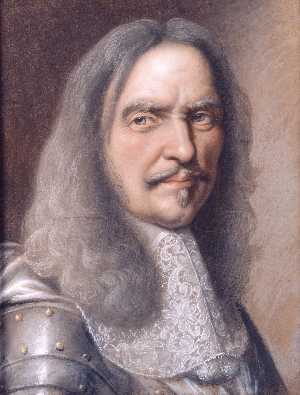
Turenne marsall
(Robert Nanteuil rajza)

1660-ban XIV. Lajostól megkapta a legmagasabb királyi elismerést, az uralkodó kinevezte őt a „királyi hadak és táborok vezértábornagyának” (maréchal général des camps et armées du roi), ez a rang egy főhadparancsnoki méltóságnak felelt meg. A Francia Királyságban csupán heten viselték.
A devolúciós háború idején Turenne győztes hadjáratot vezetett Flandriába és elfoglalta a tartományt. Ekkor már ismét együtt harcolt a Nagy Condéval, aki a pireneusi békeszerződés keretében kegyelmet kapott XIV. Lajostól. 1668-ban, még a háború alatt, XIV. Lajos kifejezett kívánságára, Jacques-Bénigne Bossuet püspök szívós rábeszélésére Turenne áttért római katolikus hitre.
1672-ben, a francia–holland háborúban az alsó-rajnai francia hadsereget irányította a császáriak és a velük szövetséges brandenburgiak ellen. 1673-ban rákényszerítette Frigyes Vilmos brandenburgi választófejedelmet a vossemi békeszerződés aláírására (1673. június 16.), később azonban a megérkező Montecuccoli tábornok császári csapatai visszaszorították. (Mindazonáltal Brandenburg átmenetileg kivált a háborúból).

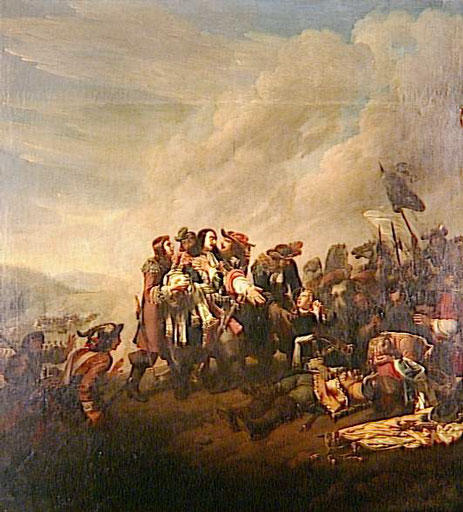
Turenne halála Sasbachnál.
(Joseph Chabord festménye, 19. század)

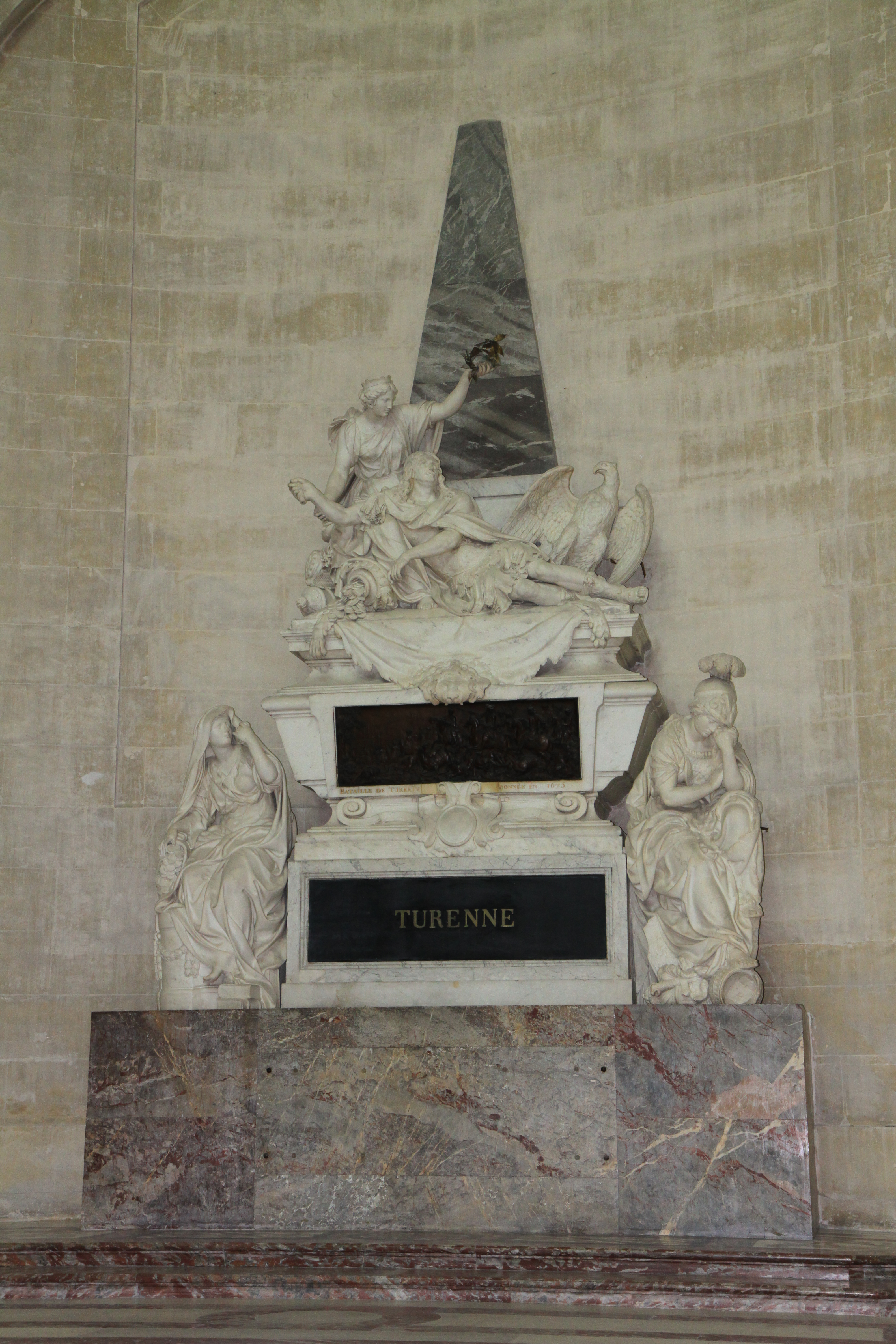
Turenne síremléke a párizsi Invalidusok templomában.

1674-ben Turenne Philippsburgnál átkelt a Rajnán, június 16-án a sinsheimi csatában vereséget mért IV. Lotaringiai Károly csapataira, amelyeket császári és szász csapatok is erősítettek, Caprara tábornok parancsnoksága alatt. Turenne meghódította, majd végigpusztította az egész Pfalzi Őrgrófságot. Condé herceg Hainaut tartományban, a seneffe-i csatában győzte le III. (Orániai) Vilmos hadseregét.
1674. október 4-én Turenne az enzheimi csatában ismét győzelmet aratott Alexander de Bournonville és Caprara császári tábornokok ellen. Október közepén Frigyes Vilmos választófejedelem nagy erőkkel megérkezett a Rajnához, Turenne-nek ki kellett ürítenie Elzászt. 1974 végén svéd csapatok, XIV. Lajos szövetségesei betörtek Pomerániába, kitört a svéd–brandenburgi háború, a brandenburgi csapatok hazavonultak. 1675 elején Turenne és Condé ismét átkeltek a Rajnán, kiszorították Montecuccoli császári erőit és szövetségeseit Elzászból.

### Halála
Haláláról számos kortárs mellett Madame de Sévigné számol be leveleiben. 1675. július 27-én Turenne francia és Montecuccoli császári csapatai a badeni Kehl közelében, Sasbachnál találkoztak. A csatát megelőző tüzérségi párbaj során a helységet teljesen lerombolták, a tűzvészt csak három ház vészelte át. Mielőtt a tényleges ütközet megkezdődött volna, a felderítő úton járó Turenne marsallt egy ágyúlövedék halálosan megsebesítette, a marsall a helyszínen meghalt. Az elesett vezér csapatai győzelmet arattak. (Maga a sasbachi csata egyébként a háború kisebb jelentőségű epizódja maradt). Turenne halála után a király a „Nagy Condé” herceget nevezte ki a németországi francia csapatok főparancsnokává.
Turenne marsall holttestét XIV. Lajos utasítására először a párizsi Saint-Denis-székesegyház királyi kriptájában temették el. Sírját a francia forradalom idején a rombolók megkímélték. Napoléon Bonaparte tábornoknak, a köztársaság Első Konzuljának utasítására a nagy hadvezér-előd földi maradványait átvitték a párizsi Invalidusok dómjába, ahol Vauban marsall síremlékével szemben kapott díszsírhelyet.

## Hadvezéri értékelése
Turenne marsall az elsők között ismerte fel a jól szervezett hadtáp alapvető fontosságát, szemben az önállásra (rablásra) építő szokásokkal. Gyakran lemondott egy sikerrel kecsegtető akció végrehajtásáról, ha csapatainak utánpótlását nem látta biztosítottnak. Turenne-t megfontoltan tervező, a szükségtelen saját veszteségeket tudatosan kerülni igyekvő, manőverező stratégának tekintik. Ezt a hadvezetési módot ifjú korában, a holland hadsereg kiképzőitől sajátította el, és később alkalmazta saját hadvezetési gyakorlatában. Emlékirataiban maga is hangsúlyozza a hadtáp fontosságát, az ellátás megoldatlanságával indokolva pl. azt az 1644-es döntését, hogy lemondott a Freiburg alól elűzött Mercy tábornagy csapatainak további üldözéséről.
A maga korában szokatlan, innovatív hadvezetési módszereket alkalmazott. Az akkoriban szokásos téli szállásra való visszavonás helyett Turenne sokszor szervezett gyors téli offenzívát. Turenne meglepetésszerű támadásainak sikere más hadvezéreket is példájának követésére inspirált. Napóleon császár 130 évvel később, 1805 decemberében az austerlitzi csata tervezésekor Turenne koncepciója szerint járt el, és nagy győzelmet aratott.

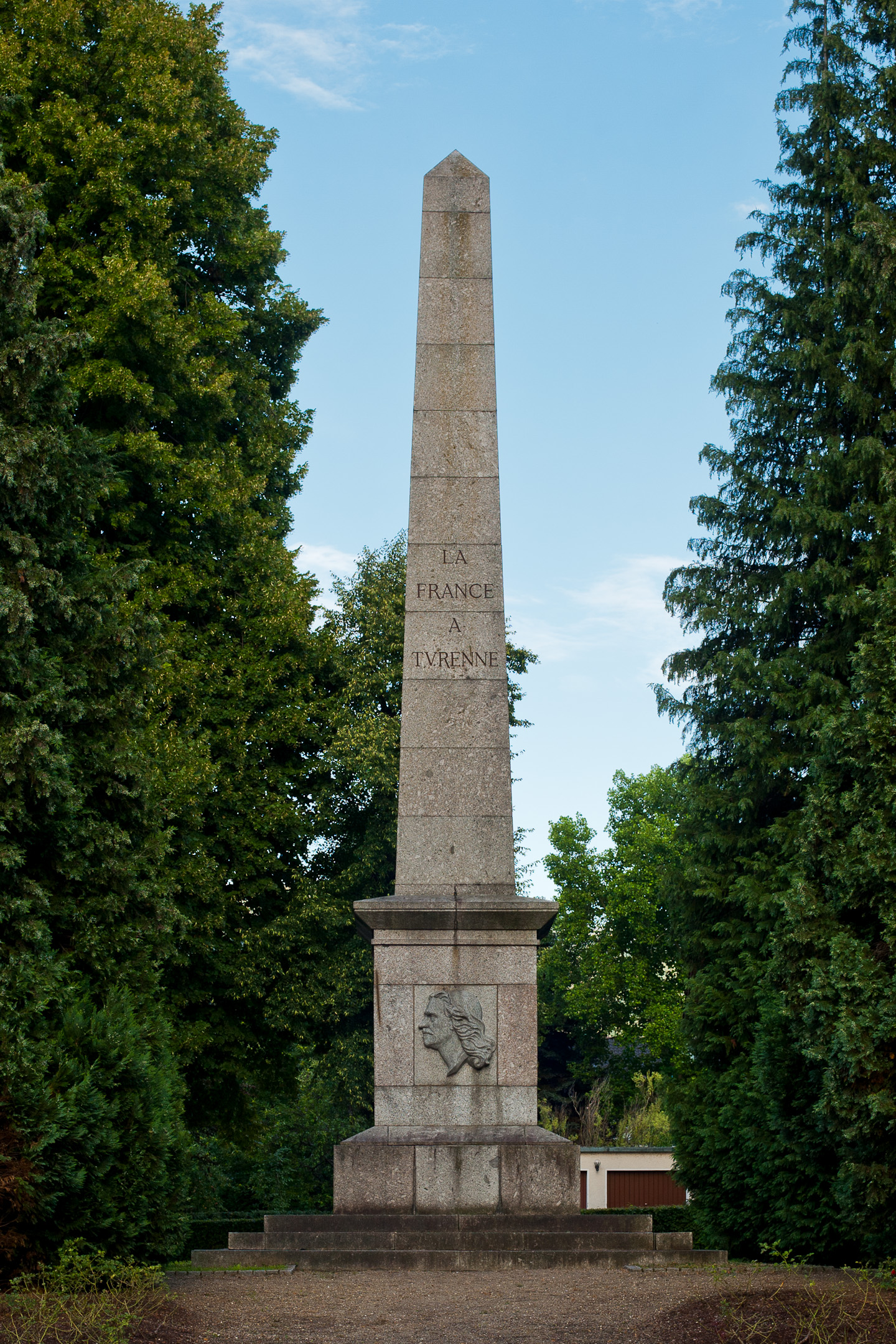
Turenne emlékoszlopa Sasbachban.
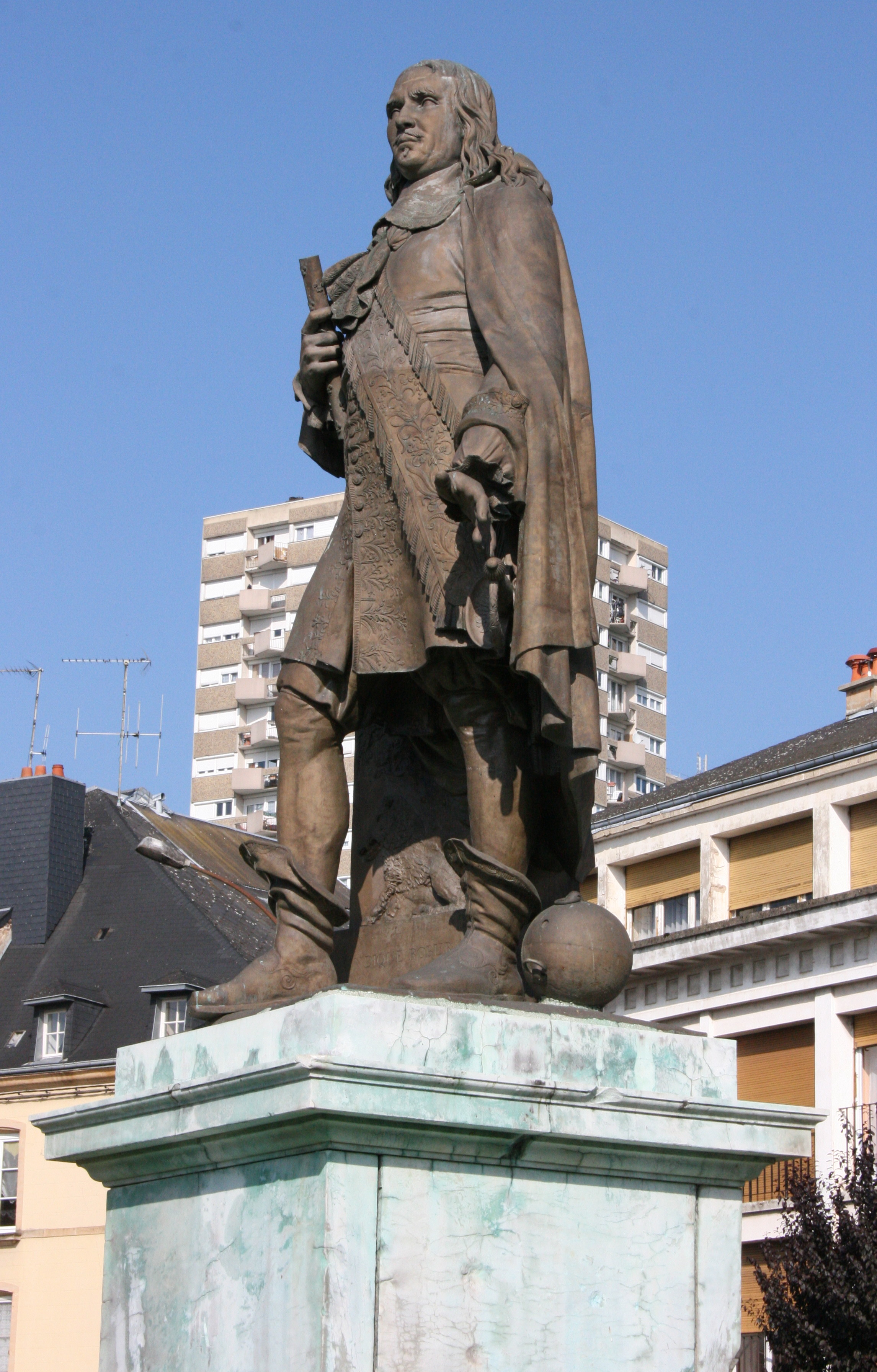
Turenne-szobor Sedanban
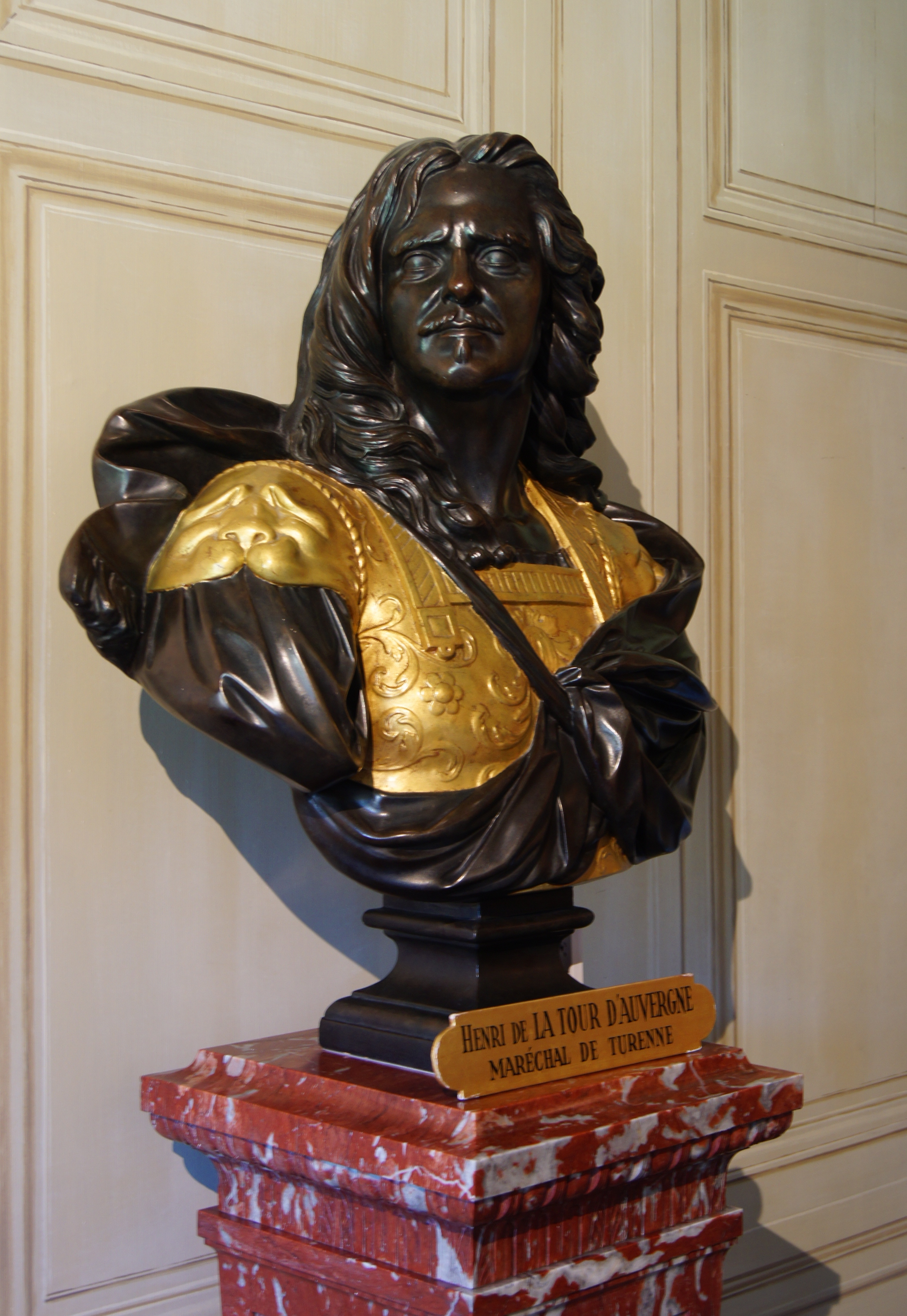
Mellszobra a Vaux-le-Vicomte kastélyban
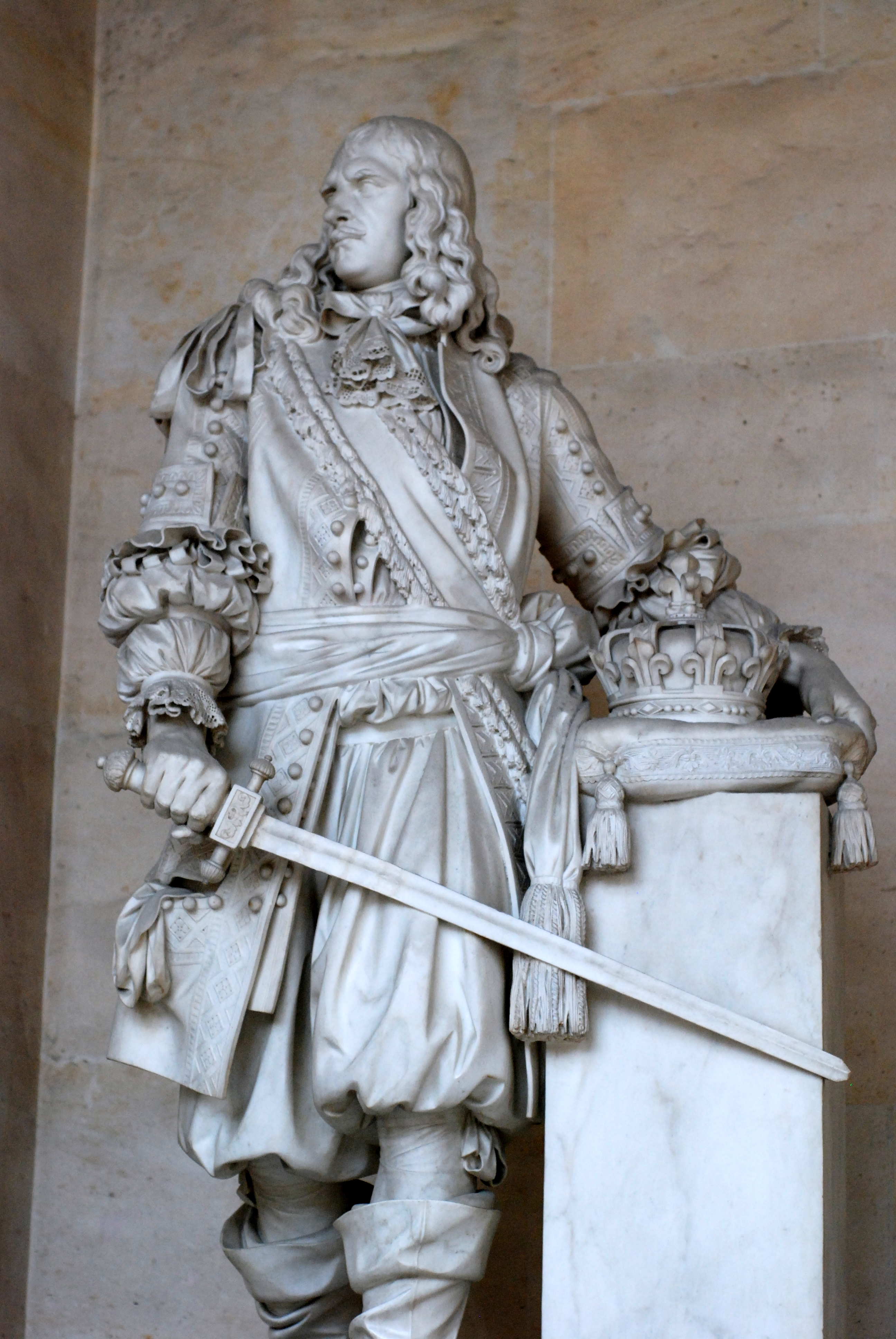
Turenne szobra Versailles-ban
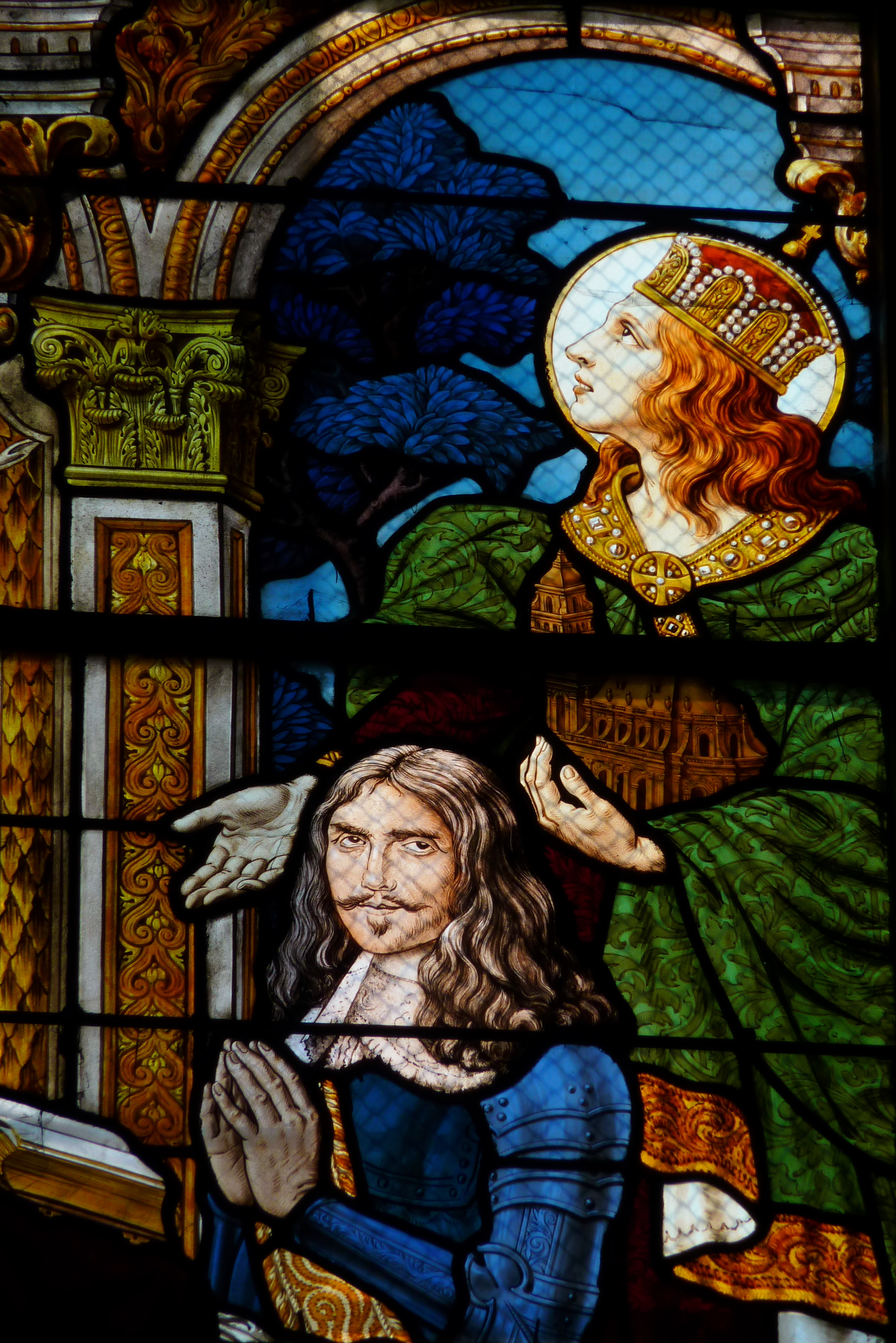
Üvegablak a montmorency-i Szent Márton-templomban

## Emlékezete
- 1781-ben a badeni Sasbach földesura, Louis de Rohan bíboros (1734–1803), Strasbourg hercegérseke, (aki néhány évvel később a „a királyné nyaklánc-perében” vált hírhedtté), emlékkövet helyeztetett el Turenne halálának színhelyén. Ezt X. Károly kormánya 1829-ben gránit emlékoszlopra cserélte. Ez a későbbiekben elpusztult, helyreállították, de 1940-ben a Harmadik Birodalom idején ismét eltávolították. A ma látható Turenne-emlékmű a negyedik a sorban, ezt 1945-ben Charles de Gaulle tábornok avatta fel. Közelében német-francia együttműködésben Turenne-Múzeum létesült.[12]
- Turenne marsall márványszobra a versailles-i kastélyban látható.
- Szülőhelyén, Sedanban közteret neveztek el róla, ahol szobra áll.[11] A 4 m magas bronz szobrot közadakozásból emelték, carrarai márványból készült talapzatát az állam fizette. A szobrot Edmé Gois (1765–1836) készítette, Mesnel öntödéjében öntötték bronzba. Az emlékmű alapkövét 1822. szeptember 29-én, Szent Mihály napján helyezték el Picquet tábornok jelenlétében. Az elkészült szobrot 1823. augusztus 25-én, Szent Lajos napján, XVIII. Lajos király neve napján avatták fel.[13]
- Párizs 3. kerületében, a róla elnevezett Turenne utca és Normandia utca kereszteződésében szokatlan módon a „gyermek Turenne” szobrát állították fel, Lucien Benoit Hercule művét.
- Hátrahagyott emlékiratai az 1643–1658 közötti időszakot ölelik fel. Turenne marsall összegyűjtött emlékiratai (Collection des mémoires du maréchal de Turenne) cím alatt jelentek meg.
- A montmorency-i Szent Márton-káptalantemplomban (Val-d’Oise megye) 19. századi ólomüveg-ablakokon örökítették meg a katolicizmusra áttért Turenne alakját és családjának címerét.